# جورجو أرماني

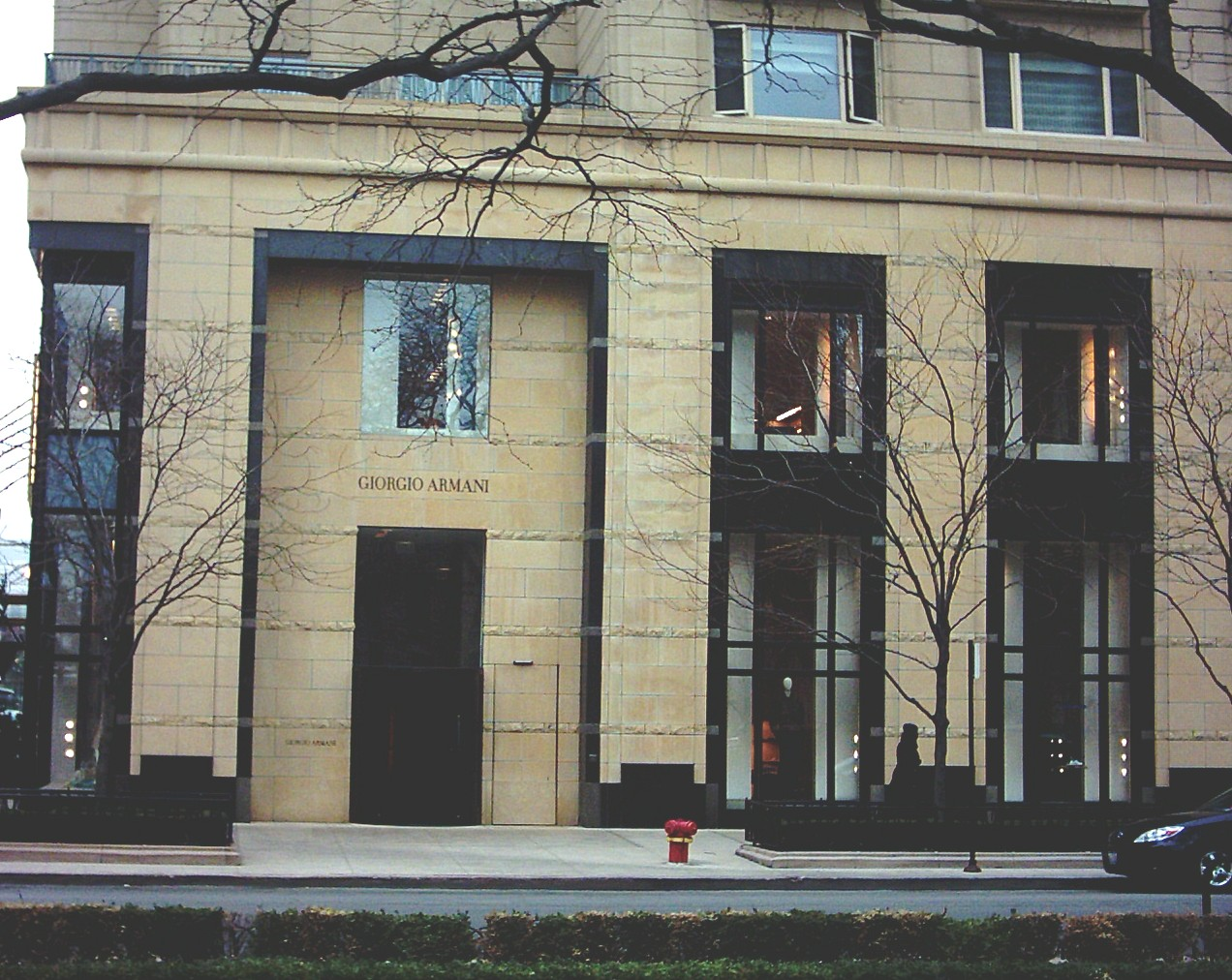
محل أرماني في شيكاغو

جورجو أرماني (إيطالية: Giiorgio Armani)؛(11 يوليو 1934 -)، مصمم أزياء إيطالي.

## النشأة
ولد في عام 1934 في بلدة بياتشينزا في شمال إيطاليا، كان يعيش مع أخيه الأكبر سيرجيو واخته روزانا، وقد حصل على شهادة الثانوية من مدرسة ليثيو ساينتيفيكو ريسبيغي، وكان يطمح أن يدخل في مجال الطب فالتحق بكلية الطب في جامعة ميلانو لمدة ثلاث سنوات، ولم يكمل دراسته في الطب، ففي عام 1953 كان عليه الالتحاق للخدمة العسكرية، وفي تلك الفترة تم نقله للخدمة في أحد المستوصفات في فيرونا إلى أن انتهت خدمته في الجيش .

## بداية حياته العملية
لم يكن لدى ارماني أية اهتمامات في عالم الأزياء حتى عام 1957 ، حيث التحق للعمل في محل للأزياء الرجالية يدعى ” لا ريناسينت ” ، واكتسب من خلالها خبرة كبيرة في مجال صناعة الملابس وتصميمها . في سنة 1960، بدأ مسيرته الفعلية في عالم تصميم الأزياء وذلك مع انضمامه إلى شركة نينو شيروتي كمصمّم أزياء خاصّة بالرجال.
وفي أواخر الستينيات التقى أرماني بسيرجيو جاليوتي وهو رسام معماري، كونا صداقة قوية فيما بينهما، وأقنعه جاليوتي بأن يفتتح متجرا خاصا به في تصميم الملابس الرجالية في ميلانو ، وقد أدى افتتاح المتجر إلى تعاون واسع النطاق بين ارماني وعددا من بيوت الأزياء الشهيرة.
أطلق سنة 1975 أوّل مجموعة ملابس رجالية له، هذه المجموعة التي اعتبرت حينها جريئة وملفتة لما ضمّتها من قصات مريحة وضيّقة.
حتى سنة 1980، لم تكن تصاميم جورجيو أرماني معروفة في الولايات المتحدة الأميركيّة ولكن ومع اختيار الممثل الهوليووديّ ريتشارد غير تصاميم أرماني في فيلم American Gigolo، أصبحت تصاميم أرماني مشهورة ورمز لطلّة رجل الأعمال الناجح.

## انطلاقة ماركة جورجو ارماني
في عام 1975 ، أسس ارماني مع صديقه جاليوتي علامته التجارية الخاصة باسم ” جورجو ارماني ” ، وفي شهر أكتوبر من نفس العام قدم مجموعته الأولى الخاصة بتصميمات للأزياء الرجالية لربيع وصيف عام 1976 تحت اسمه الخاص، كما أنه قام بإنتاج أول خط لتصميم الأزياء النسائية في نفس الموسم .
بدا ارماني في توسعة دار ارماني ، بدا يصدر منتجاته وتصاميمه إلى الولايات المتحدة الأمريكية في عام 1979 ، وازدادت شهرته في اميركا بعد أن وقع عليه الاختيار لتصميم ملابس الممثل الهوليودي الشهير ريتشارد غير في فيلم امريكان جيغولو ، ومنذ ذلك الحين ارتبط اسم جورجو ارماني بتصاميم رجال الأعمال الناجحين .
وفي أوائل الثمانينيات وقع أرماني اتفاقا مع شركة لوريال لصناعة العطور، كما أدخل عدة ماركات جديدة باسمه مثل ارماني جونيور وهي مخصصة للأطفال، وارماني جينز، ، وارماني اكستينج، وارماني برايفي وهي خاصة تصاميم الأزياء الراقية ( الهوت كوتور ) ، كما أطلق خط إنتاج للنظارات الشمسية وإطاراتها من خلال علامة امبريو ارماني .
ولم يكتفِ عند هذا الحد من الطموح فقد وسع أعماله وخطوط إنتاجه لتشمل الأثاث والديكور من خلال أرماني كازا، وافتتح أيضا مطاعم ومقاهي ومنتجعات أرماني التي أنشأها بالتعاون مع شركة إعمار العقارية في كل من ميلانو ودبي .
بعد هذا التطور والانتشار السريع والمتواصل، استطاع جورجو أرماني أن يصل للعالمية وتصبح علامته التجارية من أنجح وأهم العلامات التجارية في السوق العالمية، وأصبحت تتسابق شركات الإنتاج السينمائية لتتفق معه على تصميم أزياء طواقم العمل الفنية في مختلف الأفلام الأجنبية العالمية، فوصلت تصميماته في السينما أكثر من 100 تصميم، وصمم أيضا أزياء الملابس الرياضية الخاصة لإيطاليا في مسيرات الوفود في الاولمبياد .

## من الأخبار

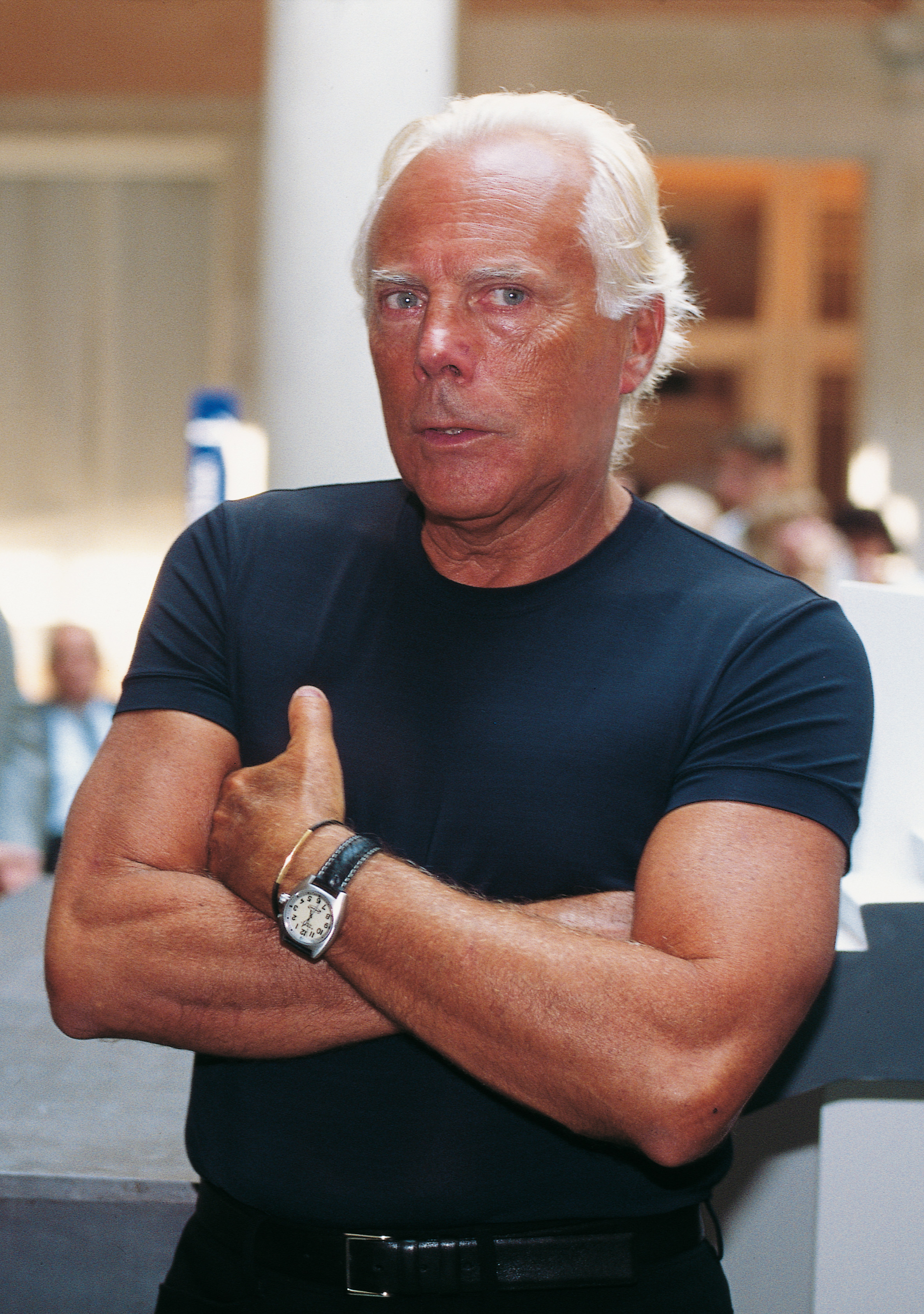

في عام 1996، أعتبر أرماني كأحد مصمي الأزياء المتهمين بالفساد.
في عام 2001، سمته مجلة فوربس، كأنجح المصممين خارج إيطاليا، بصافي أرباح بلغ 1.7 مليار.
في عام 2002، عين سفيرا للنوايا الحسنة لمفوضية الأمم المتحدة لشؤون اللاجئين.
في عام 2005، سمي كأكثر المصممين المهتمين بالبيئة، من قبل منظمة التنمية.
في عام 2006، صمم أرماني ملابس الرياضيين الإيطاليين، التي ارتدوها في مسيرة الوفود، في الأولمبياد الشتوي 2006 بتورينو.
في عام 2012 صمم أيضا ملابس البعثة الإيطالية في أولمبياد لندن 2012 وكانت من أكثر البعثات تميزا بفضل لمسته الرائعة.

## علامات
- A|X، (أرماني إكسشينج)، هي الخط الأكثر انطلاقا، في مجموعة أرماني، وتباع في محلات خاصة لهذا العلامة فقط.
- أرماني جينز، العلامة الأرخص في المجموعة.
- أرماني كازا، خط الأثاث، والديكور.
- أرماني جونيور، العلامة المخصصة للأطفال.
- أمبريو أرماني، للشباب الذين يمتلكون دخلا أقل، ويسعون لملابس أكثر تحرر.
- أرماني كولوتسيوني
- أرماني أوكيالي، لنظارات، خصوصا الإطارات، والنظارات الشمسية.
- جورجو أرماني، وهي الاسم الذي يمثل كل هذه المجموعة، وبه تنطلق عروضها.
- أرماني برايفي، لأزياء الراقية أو (الهوت كوتور).

أيضا هناك أمبريو أرماني كافيه، وتنتشر حول العالم، وفنادق ومنتجعات أرماني، التي أطلقها بالتعاون مع شركة إعمار العقارية في دبي وميلانو...

## روابط خارجية
- جورجو أرماني على موقع IMDb (الإنجليزية)
- جورجو أرماني على موقع الموسوعة البريطانية (الإنجليزية)
- جورجو أرماني على موقع مونزينجر (الألمانية)
- جورجو أرماني على موقع ألو سيني (الفرنسية)
- جورجو أرماني على موقع ميوزك برينز (الإنجليزية)
- جورجو أرماني على موقع أول موفي (الإنجليزية)
- جورجو أرماني على موقع قاعدة بيانات الأفلام السويدية (السويدية)
- جورجو أرماني على موقع إن إن دي بي (الإنجليزية)
- جورجو أرماني على موقع ديسكوغز (الإنجليزية)
- جورجو أرماني على موقع قاعدة بيانات الفيلم (الإنجليزية)

## طالع أيضًا
- عطور أرماني